# Ariel Rot
Ariel Rot, (Buenos Aires; 19 d'abril de 1960); guitarrista, cantant, compositor i productor musical argentí de rock, pop i blues.

## Biografia
Ariel Eduardo Rotenberg Gutnik més conegut com a Ariel Rot nasqué a Buenos Aires el 19 d'abril de 1960 i des de petit visqué envoltat d'artistes. La seva germana, Cecilia Roth, és una coneguda actriu. El seu excunyat (exmarit de la seva germana actriu) és Fito Páez. La seva mare és Dina Rot, cantant que ha editat nombrosos àlbums.
L'any 1976 emigrà amb la seva família a Espanya en estar perseguida per la dictadura argentina, i formà el grup que amb el temps passaria a ser conegut com a Tequila, dedicat a la joventut, amb conegudes cançons com Salta o Rock & Roll en la plaza del pueblo, que els llançarien a la fama. El grup el formava amb Alejo Stivel, Felipe Lipe, Manolo Iglesias i Julián Infante, que l'acompanyaria després a Los Rodríguez.
Després de la dissolució del grup, l'any 1983, comença una curta carrera en solitari. A aquesta època pertanyen els discs Debajo del puente (1984) i Vértigo (1985).
Després d'aquest període poc conegut del cantant i després d'acompanyar a Andrés Calamaro en dos dels seus discs en solitari (Por mirarte i Nadie sale vivo de aquí) s'ajuntà amb ell, el seu vell amic Infante, i Germán Vilella per formar el conegut grup de rock Los Rodríguez (1990-1996).
Més tard tornà amb la seva carrera en solitari que segueix fins avui. D'aquesta etapa destaquen discs com Hablando solo, Cenizas en el aire, Lo siento Frank, Ahora piden tu cabeza i l'últim editat fins avui dia Dúos, tríos y otras perversiones, amb el qual Ariel celebra els seus trenta anys de carrera musical, interpretant alguns dels seus millors temes amb artistes com Fito Cabrales, Fito Páez, Amaral, Pereza i Andrés Calamaro, entre d'altres.
Entre les cançons que Rot ha compost durant la seva carrera destaquen Mucho mejor o Me estás atrapando otra vez per a Los Rodríguez, o Vicios caros, Cenizas en el aire i Gustos sencillos (dedicada al seu fill).
Entre les col·laboracions d'Ariel Rot amb altres artistes destaca el tema d'Extremoduro Volando solo inclòs al disc "Deltoya".
Al setembre de 2007 col·labora amb Jaime Urrutia en el programa radiofònic "La Ventana".
L'any 2008 Ariel Rot i Alejo Stivel decideixen tornar amb Tequila fent una gira de concerts i editant un CD-DVD.

## Discografia

### Amb Moris
- Fiebre de vivir (1978)

### Amb Tequila
- Matrícula de honor (1978)
- Rock and Roll (1979)
- Viva Tequila (1980)
- Confidencial (1981)
- Vuelve Tequila (Recopilatori, 2008)

### Primera etapa en solitari
- Debajo del puente (1984)
- Vértigo (1985)

### Amb Los Rodríguez
- Buena suerte (1991)
- Disco pirata (Directe, 1992)
- Sin documentos (1993)
- Palabras más, palabras menos (1995)
- Hasta luego (Recopilatori, 1996)
- Para no olvidar (Recopilatori, 2002)

Duet amb Horacio Guarany l'any 1989

### Segona etapa en solitari
- Hablando solo (1997)
- Cenizas en el aire (2000)
- En vivo mucho mejor (2001)
- Lo siento Frank (2003)
- Acústico (2003)
- Ahora piden tu cabeza (2005)
- Dúos, tríos y otras perversiones (2007)
- Etiqueta Negra (Recopilatori, 2007)
- Solo Rot (2010)
- La Huesuda (2013)